# Гіпотеза геомериди

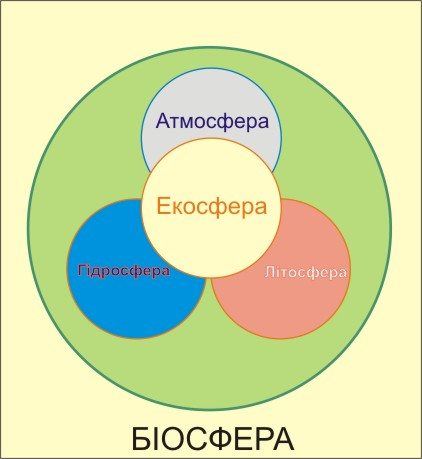
Схема біосфери

Гіпотеза геомериди є однією з перших гіпотез теоретичної глобальної екології. Геомерида — увесь живий покрив Землі, що розглядається як цілісна ієрархічна система, що мільйони років перебуває в стані динамічної стійкої рівноваги. Якщо біосфера — вищий біотоп, то геомерида — вищий біоценоз. Гіпотезу було запропоновано в 1931 р. В. М. Беклемішевим.

## Ресурси Інтернету
- Теоремы экологии [Архівовано 20 липня 2014 у Wayback Machine.]
- Розенберг Г. С. О структуре учения о биосфере
- Дедю И. И. Экологический энциклопедический словарь. — Кишинев, 1989 [Архівовано 24 жовтня 2016 у Wayback Machine.]
- Англо-русский биологический словарь (online версия) [Архівовано 6 листопада 2016 у Wayback Machine.]
- Англо-русский научный словарь (online версия) [Архівовано 21 жовтня 2016 у Wayback Machine.]